# Батнай
Батнай (араб. بطناي‎, сир. ܒܬܢܝܐ) — небольшой город на севере Ирака, расположенный на территории мухафазы Найнава.

К северо-востоку от города расположен монастырь Мар Ораха, относящийся к Халдейской католической церкви.

## Географическое положение
Город находится в северной части мухафазы, в гористой местности, на высоте 336 метров над уровнем моря.

Батнай расположен на расстоянии приблизительно 14 километров к северу от Мосула, административного центра провинции и на расстоянии 365 километров к северо-северо-западу (NNW) от Багдада, столицы страны.

## Население
На 2012 год население города составляет 5 709 человека.

## История
Население города было обращено в христианство в начале VII века и изначально составляло паству Ассирийской церкви Востока. С XVIII века доминирующим вероисповеданием в Батнае становится католичество.

В 1743 году город был полностью разрушен армией Надир-шаха, при этом около половины жителей было убито.